# Comuna Holodkî, Hmilnîk
Holodkî (în ucraineană Голодьки) este o comună în raionul Hmilnîk, regiunea Vinnița, Ucraina, formată din satele Holodkî (reședința) și Stara Huta.

## Demografie
Componența lingvistică a satului Holodkî
     Ucraineană (99,07%)
     Alte limbi (0,93%)
Conform recensământului din 2001, majoritatea populației satului Holodkî era vorbitoare de ucraineană (99,07%), existând în minoritate și vorbitori de alte limbi.